# (809875) 2020 BX12
(809875) 2020 BX12 est un astéroïde géocroiseur de type Apollon, classé comme potentiellement dangereux. Il possède un satellite, S/2020 (809875) 1, repéré par observations radar.